# Магн Миланский
Магн  (итал. Magno; 530) — святой, архиепископ миланский с 518 года до 530 год (приблизительно). День памяти — 1 ноября; также в Леньяно  — 5 ноября в память перенесения сюда частицы мощей в 1900 году.

## Житие
О жизни святого Магна и его служении практически ничего не известно. Святой Магн жил во времена остготского короля-арианина Теодориха Великого, который, вероятно, поначалу поддерживал, но впоследствии казнил его. Достоверно известен текст эпитафии, дошедший до нас благодаря Гоффредо Буссерскому, который изображает святого Магна как человека высоких достоинств, помогающего военнопленным.
Святой Магн умер в 530 году. Его тело было перенесено в храм Сант-Эусторджо, что в Милане. Более позднее предание гласит, что св. Магн принадлежал миланской семье Тринчери (итал. Trincheri).

## Почитание

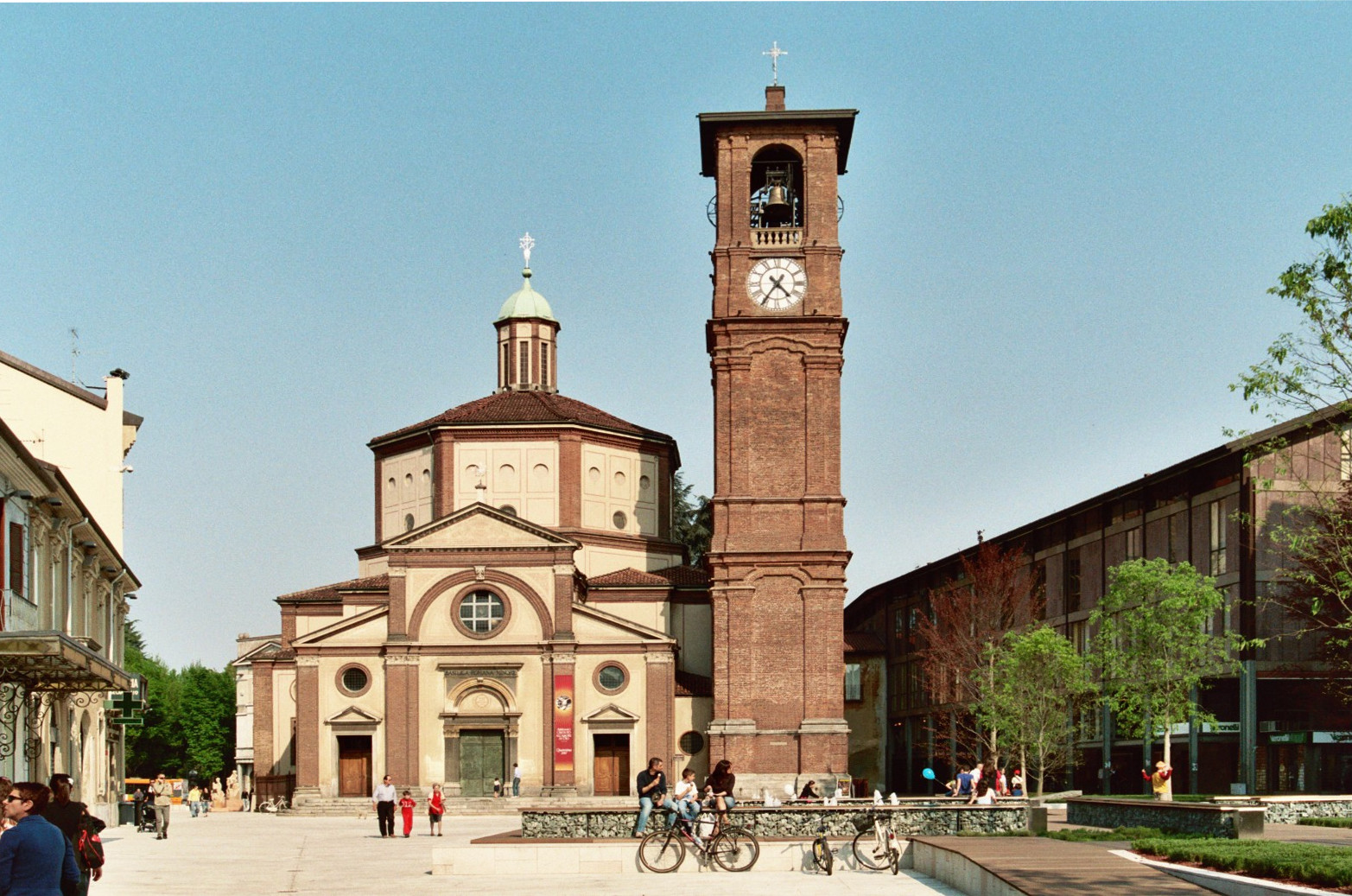
Базилика Св. Магна в Леньяно

Первое обретение мощей святого относится к 1248 году. Мощи были обретены доминиканцами, которые управляли собором св. Евсторгия в Милане.
Святому Магну посвящён главный храм города Леньяно, расположенный приблизительно в 20 км от Милана. Тамошняя базилика Святого Магна была построена между 1503 и 1513 годами. Часть мощей святого была перенесена в эту базилику 5 ноября 1900 года.
Память святого Магна в базилике совершается 5 ноября. Его также поминают со всеми епископами миланскими 25 сентября.